# Glencorse Burn
Der Glencorse Burn ist ein Bach in der schottischen Council Area Midlothian.

## Lauf
Der im Zentrum der Pentland Hills entspringende Logan Burn wird innerhalb der Hügelkette zunächst zum Loganlea Reservoir, dann zum Glencorse Reservoir aufgestaut. Der Glencorse Burn entsteht als Abfluss des Glencorse Reservoirs an dessen Südostseite. Entlang seines mäandrierenden Laufs nimmt der Glencorse Burn kleine Bäche auf. Er verläuft durch Milton Bridge und Auchendinny um dann nahe der Dalmore Paper Mill jenseits von Bush House in den North Esk zu münden, der über den Esk in den Firth of Forth entwässert. Sein Lauf ist rund sechs Kilometer lang.